# Żuromin
Żuromin è un comune urbano-rurale polacco del distretto di Żuromin, nel voivodato della Masovia.
Ricopre una superficie di 132,44 km² e nel 2004 contava 14 369 abitanti.